# Pomnik Poległym Saperom
Pomnik Poległym Saperom – pomnik znajdujący się w latach 1933–1944 u zbiegu ulic Topolowej (obecnie al. Niepodległości) i 6 sierpnia (ul. Nowowiejska) w Warszawie.

## Historia
Autorem pomnika był rzeźbiarz Mieczysław Lubelski. Monument odlano w warszawskich Zakładach Metalurgicznych L. Kranca i T. Łempickiego.
Pomnik został odsłonięty 29 października 1933 przez prezydenta Ignacego Mościckiego w Święto Saperów i X rocznicę utworzenia Szkoły Podchorążych Inżynierii. Upamiętniał oficerów i szeregowych saperów poległych w walkach o niepodległość w latach 1914–1921. Składał się z rzeźby sapera w uzbrojeniu polowym stojącej na wysokim postumencie, przed wysoką kolumną z napisem Poległym saperom. Z obu stron kolumny umieszczono tablice z nazwiskami poległych żołnierzy.
Monument został uszkodzony przez Niemców w 1944, w czasie II wojny światowej. W kwietniu 1945 jego fragmenty odnaleziono na terenie wolskiej fabryki Lilpop, Rau i Loewenstein. Pomnik nie został odbudowany.